# Sayadpur
Sayadpur es una ciudad censal situada en el distrito de Jajpur en el estado de Odisha (India). Su población es de 8798 habitantes (2011). Se encuentra a 90 km de Bhubaneswar y a 73 km de Cuttack.

## Demografía
Según el censo de 2011 la población de Sayadpur era de 8798 habitantes, de los cuales 4403 eran hombres y 4385 eran mujeres. Sayadpur tiene una tasa media de alfabetización del 86,77%, superior a la media estatal del 72,87: la alfabetización masculina es del 90,04%, y la alfabetización femenina del 83,49%.